# 洞林湖站
洞林湖站是郑州地铁6号线的地铁车站，位于中华人民共和国河南省郑州市荥阳市贾峪镇滨湖南路，于2022年9月30日随6号线一期西段的开通而启用。该站为6号线上唯一的一座高架车站。

## 车站结构
洞林湖站为地上二层高架车站，呈东西走向。1层为站厅层，2层为站台层。
| 2F | █ 6号线  | 往清华附中 （洞林寺）                                                        |
| 2F | 岛式站台 | 空调候车室、 至站厅                                                          |
| 2F | █ 6号线  | 往贾峪 （贾峪）                                                              |
| 1F | 站厅     | 所有出入口、客服中心、自动售票机、行李检查、闸机、车站控制室、卫生间、母婴室 |

### 站厅
洞林湖站的站厅位于地面（1层），设有客服中心、自动售票机、安全检查、车站控制室等设施。站厅由闸机和栏杆分隔为付费区和非付费区，付费区内设有自动扶梯、步梯和无障碍电梯连接站台层。在站厅非付费区近B口处设卫生间和母婴室。

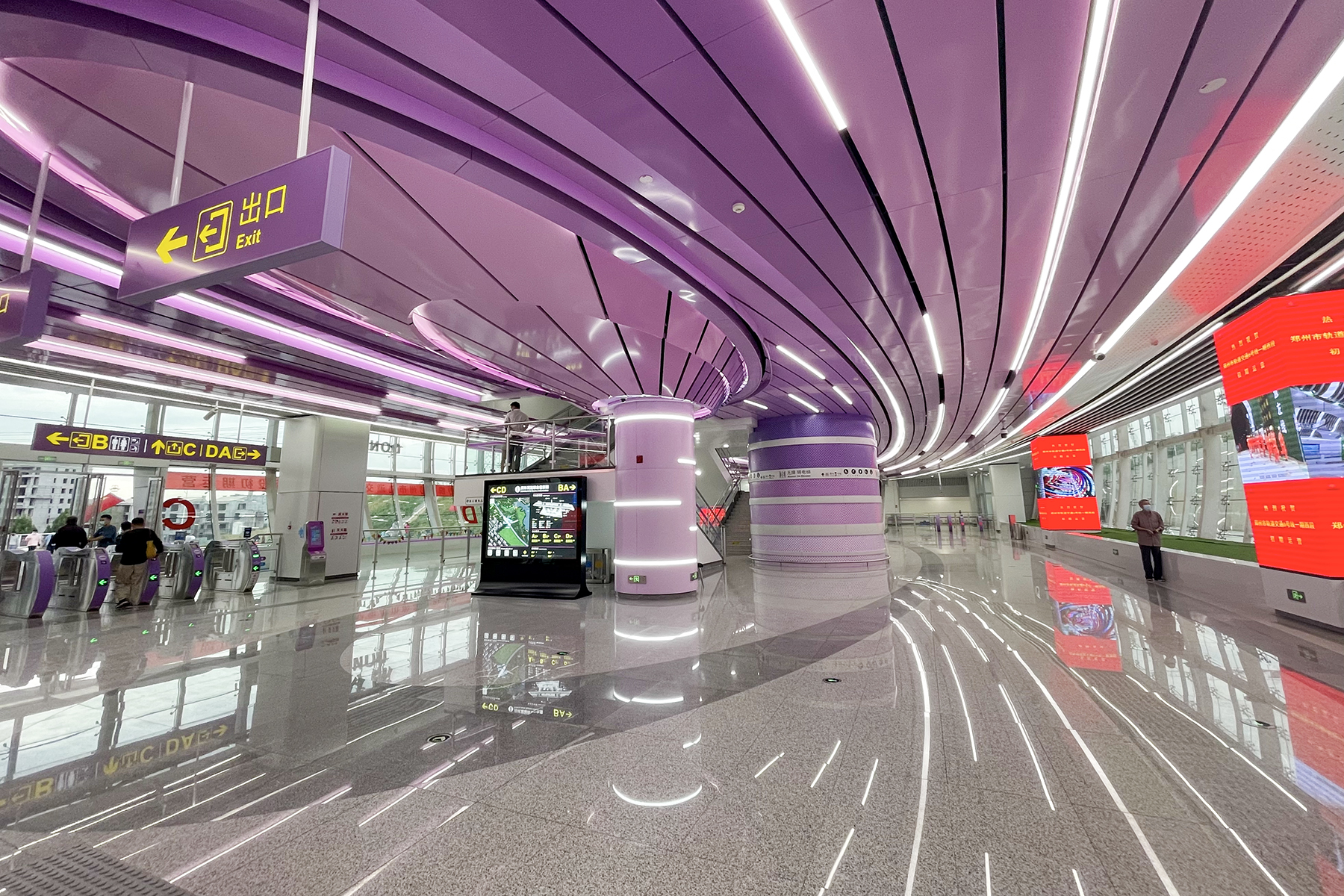
站厅
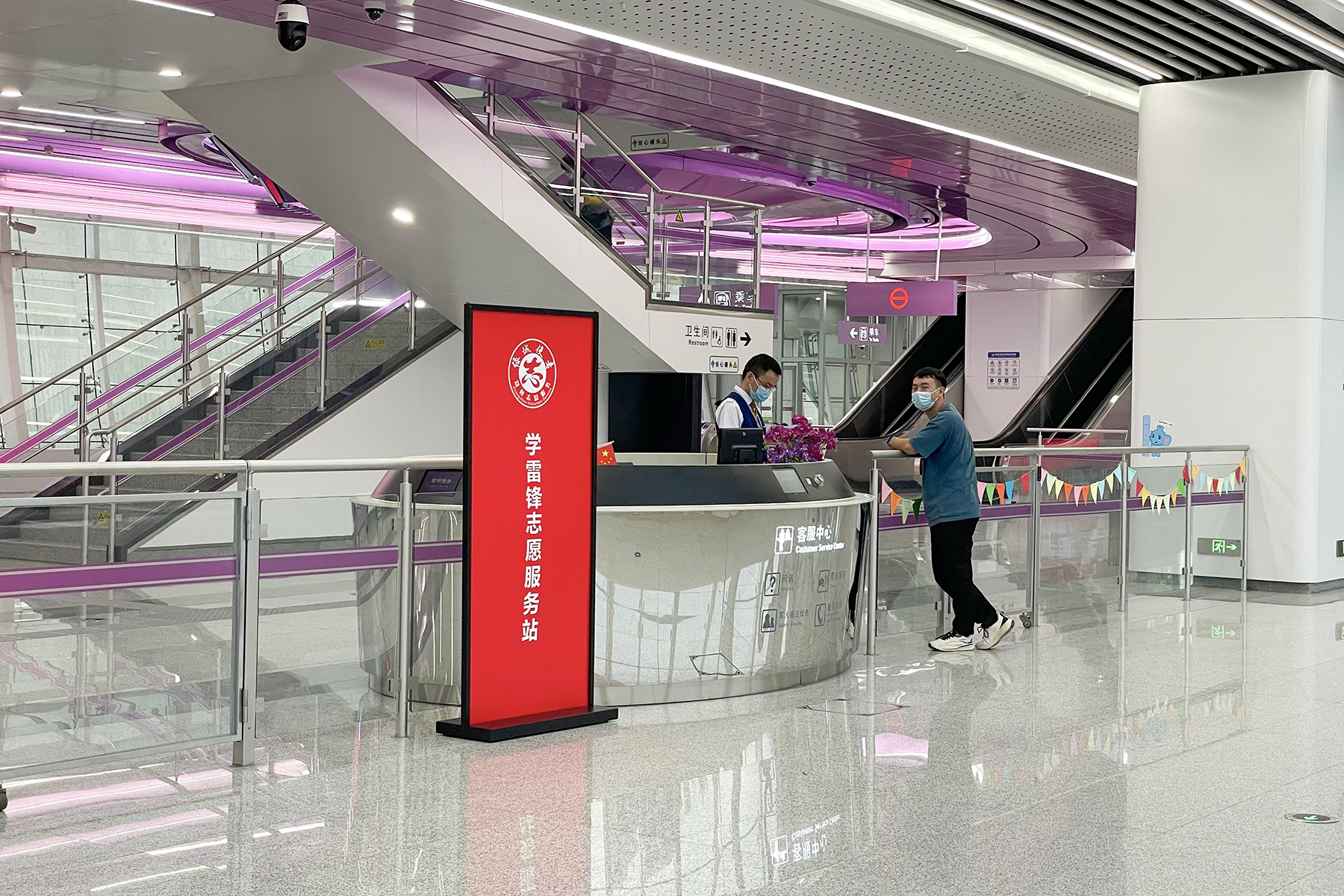
客服中心
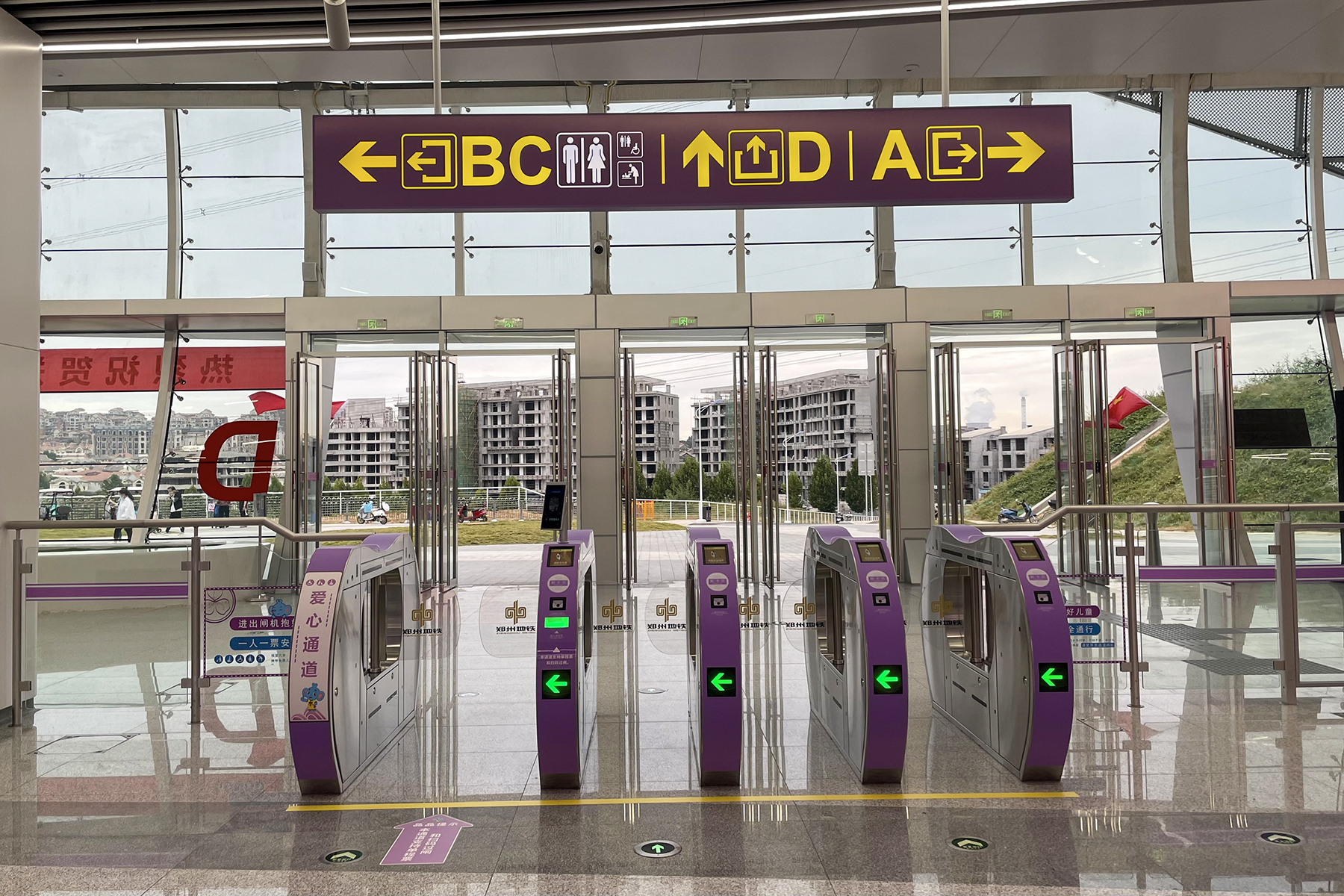
闸机

### 站台
洞林湖站的2层设一座高架岛式站台，呈东西向布置，装有半高站台门。北侧站台面由6号线下行（贾峪方向）列车使用，南侧站台面由6号线上行（清华附中方向）列车使用。站台中部设有1间空调候车室。与绝大多数郑州地铁车站不同，该站的信息显示屏并未设置与站台上方，而是设置在站台门上。

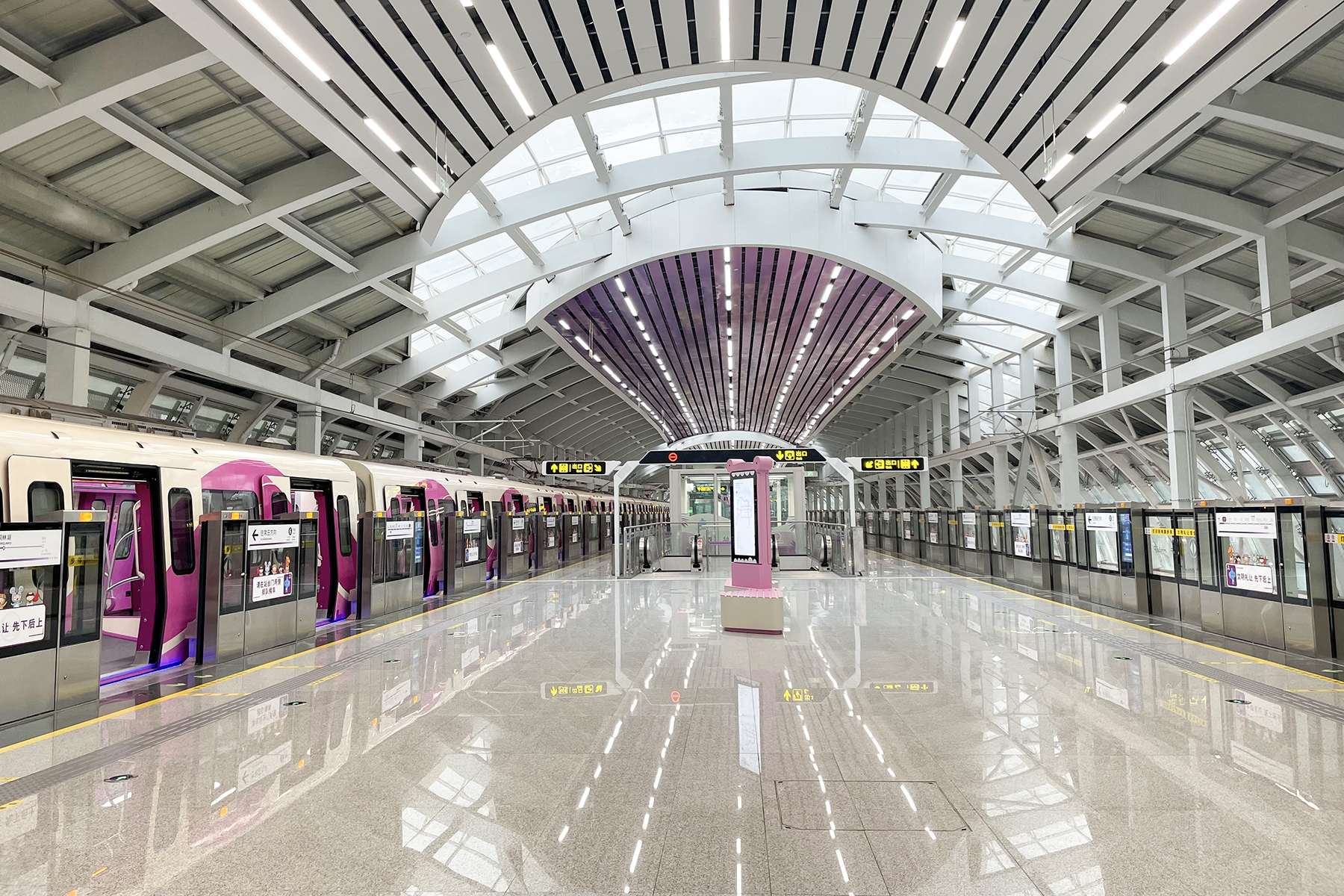
站台
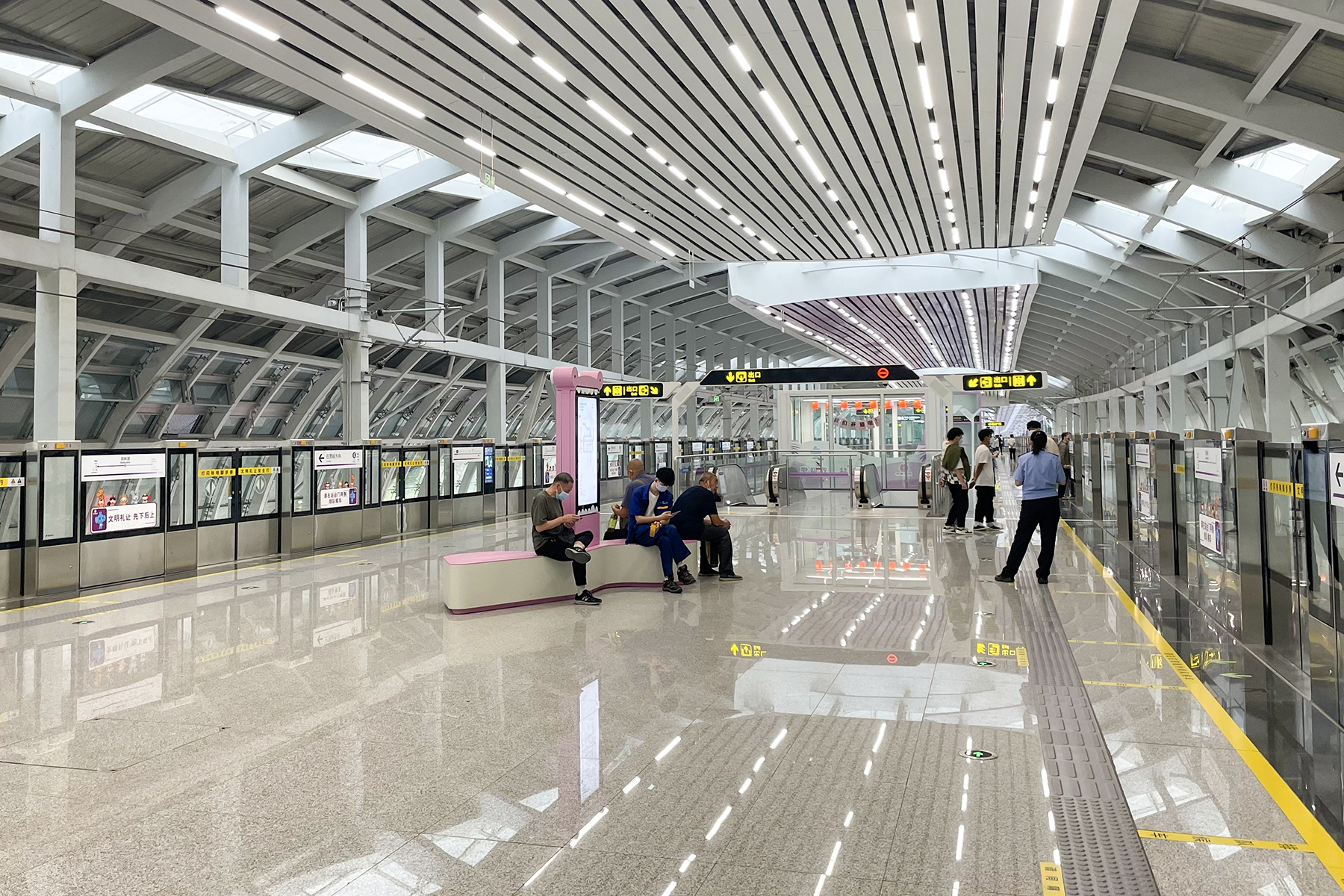
站台
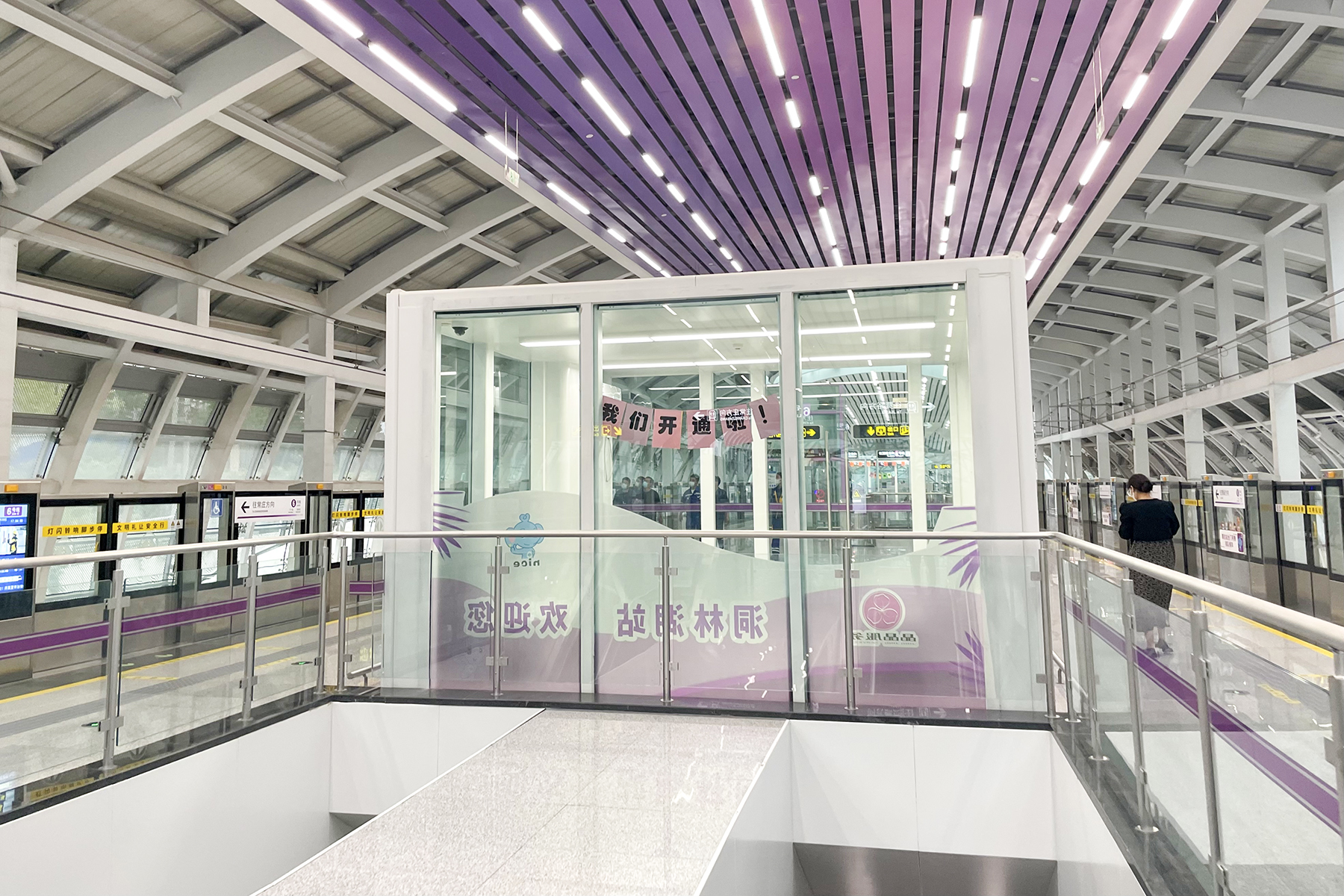
站台上的空调候车室
站台门上的显示屏

### 出入口
洞林湖站设有A、B、C、D共4个出入口，A、B口位于车站南侧，C、D口位于车站北侧，各出入口信息如下表。
| 地铁6号线洞林湖站 | 地铁6号线洞林湖站 | 地铁6号线洞林湖站 | 地铁6号线洞林湖站 | 地铁6号线洞林湖站 |
| 编号              | 路线              | 路线              | 路线              | 备注              |
| ----------------- | ----------------- | ----------------- | ----------------- | ----------------- |
| S205              | 淮河西路公交站    | ⇆                 | 地铁6号线洞林湖站 |                   |
| S206              | 地铁6号线洞林湖站 | ↻                 | 地铁6号线洞林湖站 |                   |
| S206              | 地铁6号线洞林湖站 | ↺                 | 地铁6号线洞林湖站 |                   |

| 地铁6号线洞林湖站 | 地铁6号线洞林湖站 | 地铁6号线洞林湖站 | 地铁6号线洞林湖站 | 地铁6号线洞林湖站 |
| 编号              | 路线              | 路线              | 路线              | 备注              |
| ----------------- | ----------------- | ----------------- | ----------------- | ----------------- |
| S205              | 淮河西路公交站    | ⇆                 | 地铁6号线洞林湖站 |                   |
| S206              | 地铁6号线洞林湖站 | ↻                 | 地铁6号线洞林湖站 |                   |
| S206              | 地铁6号线洞林湖站 | ↺                 | 地铁6号线洞林湖站 |                   |